# Dioko Kaluyituka
Alain Dioko Kaluyituka (ur. 2 stycznia 1987 w Kinszasie) – piłkarz kongijski grający na pozycji napastnika. Od 2016 roku jest zawodnikiem klubu Lekhwiya SC, do którego jest wypożyczony z Al-Gharafy.

## Kariera klubowa
Swoją karierę piłkarską Kaluyituka rozpoczął w klubie AS Vita Club z Kinszasy. W jego barwach zadebiutował w 2004 roku w lidze Demokratycznej Republiki Konga. Grał w nim do 2006 roku. W 2007 roku przeszedł do klubu TP Mazembe. W latach 2007, 2009 i 2011 wywalczył z Mazembe trzy tytuły mistrza kraju. Z klubem tym wygrał też rozgrywki Ligi Mistrzów w 2009 i 2010 roku oraz zdobył dwa Superpuchary Afryki (2010, 2011).
W 2011 roku Kaluyituka odszedł do katarskiego klubu Al Ahli. Zadebiutował w nim 17 września 2011 roku w zremisowanym 0:0 meczu z Al-Arabi SC. 16 października 2011 w meczu z Ar-Rajjan (3:2) strzelił swoje pierwsze dwa gole w katarskiej lidze.
W 2012 roku Kaluyituka został wypożyczony do Al-Kharitiyath SC. Swój debiut w nim zaliczył 15 września 2012 w przegranym 0:1 wyjazdowym meczu z Al-Khor. W 2013 roku wrócił do Al Ahli, w którego barwach w sezonach 2013/2014 oraz 2014/2015 został królem strzelców Qatar Stars League. W 2015 roku przeszedł do Al-Gharafy, a w 2016 roku został wypożyczony do Lekhwiya SC.

## Kariera reprezentacyjna
W reprezentacji Demokratycznej Republiki Konga Kaluyituka zadebiutował w 2004 roku. W 2013 roku został powołany do kadry na Puchar Narodów Afryki 2013.